# Gunnar Gustafsson (konstnär)
Bertil Gunnar Gustafsson, född 21 oktober 1904 i Edeby i Ripsa socken i Södermanlands län, död 28 september 1986 i Strängnäs, var en svensk målare.
Han var son till tegelmästaren Gustav W. Gustafsson och Emma Gustafsson samt från 1940 gift med Rut Astrid Pettersson. Efter avslutad skolgång började Gustafsson som tegelbruksarbetare. Han inledde sina konststudier vid Larssons och Berggrens målarskola i Stockholm 1924 med avsikten att bli skulptör. Efter en kort tid övergick han helt till måleriet. Han fortsatte sina studier vid Konsthögskolan i Stockholm 1925–1930 och gjorde  studieresor till Nederländerna och Frankrike. Separat ställde han ut första gången på Eskilstuna konstmuseum 1939. Då hade han redan 1934 haft sin allra första separatutställning på ett litet galleri i Eskilstuna. Han kom därefter att genomföra  ett stort antal separatutställningar. Han medverkade i samlingsutställningen Exponenterna på Liljevalchs konsthall och upprepade tillfällen i utställningen Sörmländsk konst. Han tilldelades Carl Larsson-stipendiet 1930. Bland hans offentliga arbeten märks den större oljemålningen Svenskt land på Åkers centralskola i Sörmland. Hans konst består av stilleben, figurkompositioner och landskapsmålningar från Södermanland, Halland, Öland och Gotland. Han hämtade också motiv från resor i Danmark, Norge, Holland, Frankrike och Italien. Gustafsson finns representerad vid Eskilstuna konstmuseum. Han är gravsatt i minneslunden på Södra kyrkogården i Strängnäs.
Sonen Åke Gustafssons bok Gunnar Gustafsson. En konstnärs liv och arbete utkom 2021.